# Amarortalik
Amarortalik är en ö i Grönland (Kungariket Danmark).   Den ligger i kommunen Qaasuitsup, i den västra delen av Grönland, 900 km norr om huvudstaden Nuuk. Arean är 53 kvadratkilometer.
Terrängen på Amarortalik är kuperad. Öns högsta punkt är 820 meter över havet. Den sträcker sig 10,6 kilometer i nord-sydlig riktning, och 7,0 kilometer i öst-västlig riktning.  Trakten runt Amarortalik består i huvudsak av gräsmarker.